# 拉塞·诺曼·莱特
拉塞·诺曼·莱特（丹麥語：Lasse Norman Leth，1992年2月11日—），旧姓汉森（Hansen），生于福堡-中菲英市鎮，是一名丹麦男子自行车运动员，主攻公路自行车和场地自行车。2012年，他在伦敦奥运男子全能赛项目上夺得冠军，成为历史上首位夺得该项目冠军的选手。2014年，他成为职业选手。他的妹妹路易丝同样也是一名自行车选手。